# Jezioro Wirowskie
Jezioro Wirowskie (do 1945 r. niem. Wierower see) – jezioro położone na
wschód od wsi Wirów, w zachodniej części Pojezierza Zachodniopomorskiego na Równinie Wełtyńskiej. Na wschodzie oddzielone przesmykiem od Jeziora Wełtyńskiego.
Jezioro z racji znajdowania się w rynnie polodowcowej jest długie i wąskie. Oś jeziora biegnie z północy na południe.
Jezioro Wirowskie pełni rolę rekreacyjną, na jego wschodnim brzegu znajdują się domki letniskowe i kilka ośrodków wypoczynkowych. Popularne miejsce wypoczynku weekendowego dla mieszkańców Szczecina i Gryfina.
Od 1895 roku na południe od Jeziora Wirowskiego przebiegała linia kolejowa Gryfino-Pyrzyce, z przystankiem Jezioro Wirów. Przewozy zawieszono w 1996 roku, a w 2002 roku zapadła decyzja o likwidacji linii.